# 吉大港加工出口區
22°17′26″N 91°46′33″E / 22.2906°N 91.7758°E
吉大港加工出口區（英語：Chittagong Export Processing Zone），又稱吉大港EPZ，是孟加拉國八個加工出口區之中首個啟用的加工出口區，位於吉大港縣哈利沙哈爾南部。1980年，孟加拉國政府通過議會法案，它於1983年正式設立啟用。2010年，FDi雜誌出版囊括全球700個經濟特區的調查，吉大港加工出口區在最具成本競爭力排名中排名第三，在最具經濟潛力排名中排名第四。

## 外部連結
- 官方网站